# Zdzieszowice (gmina)
Zdzieszowice – gmina miejsko-wiejska w województwie opolskim, w powiecie krapkowickim. W latach 1975–1998 gmina położona była w województwie opolskim.
Siedziba gminy to Zdzieszowice.
Według danych z 31 grudnia 2017 roku gminę zamieszkiwało 15 889 osób.

## Struktura powierzchni
Według danych z roku 2002 gmina Zdzieszowice ma obszar 57,85 km², w tym:
- użytki rolne: 63%
- użytki leśne: 14%

Gmina stanowi 13,08% powierzchni powiatu.

## Demografia
Dane z 31 grudnia 2017 roku.
| Opis                | Ogółem | Ogółem | Kobiety | Kobiety | Mężczyźni | Mężczyźni |
| ------------------- | ------ | ------ | ------- | ------- | --------- | --------- |
| jednostka           | osób   | %      | osób    | %       | osób      | %         |
| populacja           | 15 889 | 100    | 8 072   | 50,8    | 7 817     | 49,2      |
| gęstość zaludnienia | 277    | 277    | 141     | 141     | 136       | 136       |

- Piramida wieku mieszkańców gminy Zdzieszowice w 2014 roku[1].

## Sołectwa

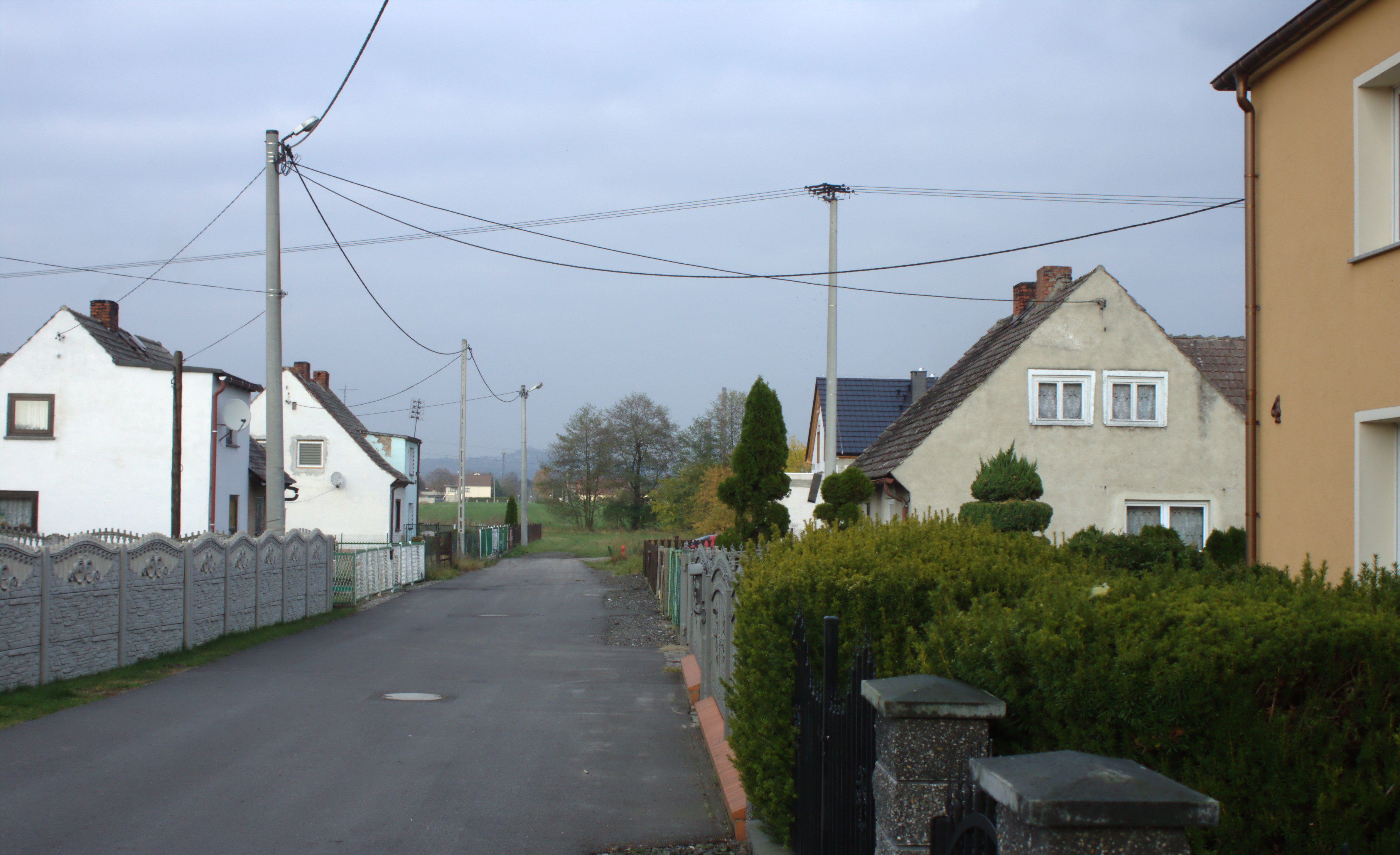
Wielmierzowice

Januszkowice, Jasiona, Krępna, Oleszka, Rozwadza, Żyrowa
Miejscowość bez statusu sołectwa: Wielmierzowice.

## Sąsiednie gminy
Gogolin, Kędzierzyn-Koźle, Leśnica, Krapkowice, Reńska Wieś, Strzelce Opolskie, Walce